# Gibraltars økonomi
Gibraltars økonomi består især af tertiære erhverv også kaldet servicesektoren. Gibraltar var en del af EU indtil Brexit, som en del af de britiske oversøiske territorier og har sin egne juridiske regler, der adskiller sig fra Storbritannien, og har et skattesystem. 
Forsvarsministeriet, der på et tidspunkt var Gibraltars primære indkomstkilder, er mindsket meget, og i dag er økonomi i høj grad baseret på shipping, turisme, finansiel service og internet (hovedsageligt online gambling).